# Aleksej Kovalëv
Aleksej Vjačeslavovič Kovalëv (in russo Алексей Вячеславович Ковалёв?; Togliatti, 24 febbraio 1973) è un ex hockeista su ghiaccio russo, fino al 1991 sovietico.

## Palmarès

### Olimpiadi
- Oro a Albertville 1992.[1]
- Bronzo a Salt Lake City 2002.[2]

### Mondiali
- Bronzo a Austria 2005.[2]

### Mondiali Juniores
- Oro a Germania 1992.[3]

### Europei Juniores
- Argento nel 1990.[4]
- Argento nel 1991.[4]